# Cinesia paradoxal
A cinesia paradoxal é um fenômeno observado frequentemente em pessoas com doença de Parkinson, no qual indivíduos que normalmente apresentam dificuldades severas com movimentos simples podem realizar movimentos complexos com facilidade. Particularmente, a cinesia paradoxal concentra-se na caminhada, mais especificamente na capacidade repentina de executar movimentos suaves e fluidos em pessoas que anteriormente apresentavam problemas para caminhar normalmente. Essa nova descoberta não acontece aleatoriamente com um indivíduo, mas deve ser estimulada usando vários tipos de estímulos visuais ou auditivos.
Este fenômeno é, na maior parte dos casos, estimulado para ajudar a melhorar a mobilidade de pessoas com acinesia . A acinesia inclui alterações no padrão de caminhada, congelamento da marcha (FOG) e perdas de equilíbrio (LOBs). A FOG ocorre no meio da passada, interrompendo o caminhar e tornando bastante difícil para uma pessoa reiniciar o movimento. A cinesia paradoxal pode ser usada como uma estratégia de gestão para melhorar esses sintomas . As LOBs ocorrem quando uma pessoa apresenta dificuldade em manter uma posição ereta e perde o equilíbrio, o que pode causar à queda. A doença de Parkinson é uma doença progressiva, os sintomas dos pacientes continuam a piorar com o tempo e eles frequentemente desenvolvem diferenças visíveis na caminhada, afetando consideravelmente sua qualidade de vida . Essas diferenças incluem passos arrastados, redução do comprimento da passada e diminuição do movimento geral. A cinesia paradoxal não pode ser estimulada em todas as pessoas com distúrbios do movimento ; pessoas que podem estimular esse fenômeno desenvolvem melhorias visíveis na mobilidade, incluindo aumento do comprimento da passada, mais fluidez nas passadas, menos incidentes de FOGs, menos LOBs e aqueles que pareciam estar completamente congelados anteriormente podem recuperar seus movimentos. Mais recentemente, a cinesia paradoxal também está sendo usada para tratar crianças com transtorno do espectro autista. Crianças com transtorno do espectro autista podem apresentar excelentes habilidades em desenho, modelagem, construção e jogos de computador, mas muitas vezes têm dificuldades com tarefas motoras cotidianas, como andar ou pegar uma bola. A kinesia paradoxa está sendo explorada atualmente para ajudar esses indivíduos a concentrar sua atenção e melhorar sua eficiência nessas tarefas motoras comuns.

## História
Um dos estudos iniciais sobre a cinesia paradoxal foi realizado em 1967 pelo pesquisador James Martin. Ele investigou os efeitos de diferentes estímulos visuais com o objetivo de facilitar a caminhada natural e descobriu que linhas transversais com uma ou duas polegadas de largura e uma cor contrastante produziam o efeito máximo. Ele avaliou os efeitos de diferentes obstáculos, tipos de linhas, diversos contrastes e como estímulos externos afetavam a cinesia paradoxal . Partindo desse estudo primário, mais progresso foi feito para explorar este tópico e formas de estimulá-lo. No entanto, esse é um tema ainda relativamente novo no campo da pesquisa e há uma necessidade de que mais pesquisas futuras a serem conduzidas antes que este tema possa ser totalmente compreendido.

## Mecanismo de ação
Atualmente não há nenhum mecanismo conhecido para explicar a cinesia paradoxal, mas acredita-se que seja uma propriedade normal do sistema motor . O raciocínio por trás do movimento repentino ainda é desconhecido e um tópico variável de pesquisa que busca desenvolver protocolos clínicos para aliviar os sintomas da doença de Parkinson. Existem algumas hipóteses que estão sendo estudadas atualmente, que incluem:
Feedback adicional para o cérebro
Indivíduos com a doença de Parkinson têm falta de células dopaminérgicas, resultando em dificuldade de movimento. Fornecer feedback adicional ao cérebro pode contribuir para prevenir e amenizar os problemas que os indivíduos possuem com a sinalização interna.
Circuitos no cérebro
Os estudos indicam que pistas visuais ativam vias motoras específicas no cérebro . Essas vias permitem que os circuitos danificados pelo Parkinson sejam contornados, resultando em função motora normal. As vias sensório-motoras cerebelares estão atualmente sendo estudadas para verificar a veracidade desta hipótese.
Parte da iniciação, não do caminho
Os circuitos do cérebro desempenham um papel fundamental na estimulação da cinesia paradoxal, com tudo, o início desta estimulação deve ser explorado para uma melhor compreensão e uma possível explicação desse fenômeno. Disparos adicionais no cérebro podem ser uma possível explicação para esses movimentos melhorados.
Possível genótipo
Um possível genótipo pode tornar um indivíduo mais predisposto a estimular a cinesia paradoxal, mas atualmente não há nenhuma pesquisa em curso sobre essa hipótese. É difícil apoiar essa ideia com pesquisas científicas.

## Benefícios
Na literatura está bem documentado que pessoas com doença de Parkinson experimentam uma mudança drástica no estilo de vida com o avanço dos sintomas . Como essa doença é classificada como um distúrbio progressivo, os sintomas pioram e dificilmente há melhora. A capacidade de caminhar de uma pessoa é uma função em que a diferença é consideravelmente perceptível. Devido a essas alterações drásticas na marcha, os pacientes passam a ter problemas para realizar tarefas domésticas diárias sozinhos e em geral precisam de ajuda de outros. Por vezes, eles sofrem com o isolamento social porque ficam envergonhados com os sintomas, ou limitados já que os sintomas os impedem de sair de casa. À medida que os sintomas progridem para uma piora, há uma redução significativa na atividade física, o que coloca esses indivíduos em maior risco de desenvolver muitas outras doenças, como doenças cardíacas e transtornos mentais . Por meio da cinesia paradoxal, o paciente consegue melhorar consideravelmente sua capacidade de caminhar, com melhorias em um ou até mesmo em vários dos aspectos da caminhada. os avanços incluem passadas maiores, movimentos mais fluidos, aumento do balanço dos braços, redução da movimentação dos passos, menos incidentes de FOG e menos LOBs. Tudo isso melhora a mobilidade de uma pessoa e contribui para melhorar sua qualidade de vida. Com isso, os pacientes conseguem realizar mais tarefas domésticas de forma independente, já que a movimentação pelos ambientes incluindo portas e corredores é mais fácil, além de participar de atividades na comunidade. Pessoas que sofrem da doença de Parkinson tendem frequentemente a desenvolver algum transtorno mental como a depressão após o diagnóstico, mas com a cinesia paradoxal isso pode ser minimizado.
A cinesia paradoxal também parece ser uma das melhores formas de tratamento ou estratégia de gerenciamento usada comparada às outras opções disponíveis. As opções atuais para tratar a acinesia nem sempre são eficazes e seus efeitos tendem a desaparecer rapidamente. Os medicamentos dopaminérgicos são a forma de tratamento mais comumente usada para tentar repor a falta de dopamina em pacientes de Parkinson. Esses medicamentos demonstraram ser ineficazes para a maioria dos pacientes e frequentemente resultam em efeitos secundários negativos a longo prazo. Os FOGs e os LOBs geralmente respondem mal e, muitas vezes, de forma paradoxal a esses tipos de medicamentos. A cirurgia cerebral também é uma estratégia possível para controlar os efeitos colaterais, mas é muito perturbadora e invasiva. Muitas cirurgias resultam em desconforto severo para o paciente e muitas vezes não têm efeito algum. Outra alternativa é a estimulação cerebral profunda (ECP), que parece ser eficaz em muitos casos. A ECP parece muito promissora, mas é uma área de pesquisa muito nova que pode resultar em complicações sérias. Por isso, ainda não é um método de tratamento primário.

## Preocupações
Uma das principais preocupações com a cinesia paradoxal é que, assim que as pistas ou obstáculos virtuais são removidos, a pessoa retorna quase imediatamente ao seu antigo padrão de caminhada, que consiste em passos arrastados, FOG e LOBs. A possibilidade de retreinar uma pessoa para dar sinais internos está sendo explorada, mas até o momento tem sido ineficaz . Com base em estudos, foi demonstrado que quanto mais tempo uma pessoa sofre de Parkinson, menos esse tratamento funciona. Quanto mais graves forem os sintomas, mais dramática deve ser a indicação visual para ser eficaz. Os medicamentos com L-dopa e seus efeitos na cinesia paradoxal também devem ser explorados mais detalhadamente para verificar se desempenham um papel importante na estimulação da cinesia paradoxal. Para que esta seja uma forma de tratamento ou estratégia de gerenciamento válida para pacientes de Parkinson, ela deve poder ser estimulada de forma consistente e fácil. Alguns métodos que serão descritos em detalhes mais tarde são simples e de baixo custo, mas são apenas métodos temporários. Os métodos mais permanentes têm um custo extremamente alto e isso deve ser considerado ao determinar o método de tratamento mais adequado para um paciente.

## Métodos para estimular
A sinalização interna é frequentemente considerada a primeira a desaparecer, mas as pessoas com doença de Parkinson geralmente ainda são capazes de obter sinais externos. Devido a isso, alguma forma de sinal externo é necessária para estimular a cinesia paradoxal . Quando a FOG ocorre, geralmente é muito difícil para uma pessoa combatê-la e retornar imediatamente à caminhada normal, então a cinesia paradoxal deve ser estimulada antes que isso ocorra para preveni-la completamente. O contraste, o tamanho do sinal, a intensidade do sinal e muitas outras características devem ser analisados para determinar o método mais eficaz para estimular a cinesia paradoxal em uma pessoa. Cada pessoa responderá a cada sinal de forma diferente, portanto, muita exploração e experimentação devem ser feitas antes de encontrar o método ideal. Abaixo, exemplos específicos de dicas visuais, dicas auditivas e métodos de foco de atenção são amplamente discutidos, com foco nos benefícios e preocupações de cada método.

### Pistas visuais
Há uma variedade de sinais visuais capazes de estimular a cinesia paradoxal, alguns mais eficazes que outros. Para essas dicas visuais, há uma variedade de fatores que devem ser considerados. O fator mais importante é o contraste, porque quanto mais visível for a característica, maior será a probabilidade de estimular efetivamente a cinesia paradoxal . Para dicas visuais, o tamanho delas também é importante, mas não há um tamanho padrão a ser usado, isso depende apenas do indivíduo.

### Padrões de azulejos e pisos
Alternar pisos pode ajudar a estimular a cinesia paradoxal . Se esse método for eficaz para um indivíduo, ele pode tornar as manobras pela casa muito mais fáceis. Os indivíduos podem se concentrar em pisar especificamente em um ladrilho colorido.

### Linhas ou pedaços de papel no chão
Pisar em um pedaço de papel no chão ou deixar linhas visíveis no chão pode ser um método muito eficaz e barato. O contraste é extremamente importante neste método: se o piso for escuro, então papel ou linhas brancas são mais eficazes; se o piso for de cor clara, então papel ou linhas escuras são mais eficazes. Para que as linhas sejam mais benéficas, elas devem ser transversais na direção da caminhada. linhas em zigue-zague ou laterais não são tão eficazes. Foi demonstrado que um simples pedaço de papel de computador funciona, mas no caso de linhas, muitas vezes algo com apenas uma a duas polegadas de largura é útil para melhorar a mobilidade através da cinesia paradoxal .
Veja o primeiro vídeo em links externos de um homem que consegue superar sua acinesia com um simples taco de papel. Observe a rapidez com que ele retorna ao seu estilo de caminhada anterior depois que as dicas de papel desaparecem.

### Obstáculos no chão
Grandes obstáculos colocados aos pés de um indivíduo, como blocos ou os pés de outra pessoa, demonstraram ser muito eficazes na estimulação da cinesia paradoxal . Para esse método, o custo também não é uma preocupação, mas um problema sério é que às vezes o paciente acredita que está dando um passo muito maior do que realmente está. Isso faz com que o indivíduo pise diretamente no obstáculo ou tropece nele se ele for muito grande. Isso pode ser perigoso e resultar em quedas adicionais, portanto, um tamanho apropriado do obstáculo deve ser determinado para cada indivíduo.

### Manipulações em aparelhos de auxílio à marcha atualmente utilizados
Manipulações simples em dispositivos de auxílio à marcha que já estão sendo utilizados pelo indivíduo demonstraram ser extremamente eficazes, mas não resultam em incidentes de tropeços como os obstáculos descritos acima. Três exemplos incluem inverter uma bengala, adicionar braçadeiras de plástico a um andador e fazer uma bola de tênis balançar em uma bengala. Inverter uma bengala cria uma curva simples em forma de U no chão, na qual o indivíduo pode se concentrar em passar por cima. As braçadeiras de plástico têm o mesmo efeito. As braçadeiras de plástico coloridas criam mais contraste e funcionam como um guia quando o indivíduo está caminhando. Com braçadeiras de plástico, elas são grandes o suficiente para serem eficazes, mas não fortes o suficiente para fazer uma pessoa tropeçar; se não conseguirem passar por cima delas completamente, as braçadeiras de plástico podem dobrar facilmente com a caminhada. O método final é fazer uma bola de tênis balançar em uma bengala. O indivíduo pode se concentrar em chutar a bola a cada passo e superar muitos casos de FOG.

### Espetáculos de sinalização virtual
Essas são descobertas relativamente novas que ainda precisam ser exploradas por meio de pesquisas . Este dispositivo é usado exatamente como um par de óculos pelo indivíduo e projeta linhas nos pés do paciente. Quando o indivíduo está parado, as linhas também parecem estar, mas assim que o indivíduo olha ligeiramente para cima e começa a andar, as linhas também rolam, encorajando-o a ultrapassar o obstáculo que aparece. O objetivo deste novo dispositivo é que ele possa ser usado o tempo todo, e estudos mostram que esses óculos de sinalização continuam eficazes com o tempo. A única preocupação com este dispositivo é que eles são de alto custo e nem todos os pacientes de Parkinson teriam condições de comprá-los.
Consulte o segundo, terceiro e quarto link externo para ver diferentes tipos de óculos de sinalização virtual sendo usados para superar a acinesia . Cada um tem uma forma diferente, mas ajuda efetivamente o indivíduo a melhorar a fluidez na caminhada.

### Pistas auditivas
Foi demonstrado que os sinais visuais são o método mais eficaz para estimular a cinesia paradoxal, mas em alguns casos os sinais auditivos também foram benéficos. Com as pistas auditivas, o volume e a consistência da batida devem ser considerados. Em quase todos os casos de sinais auditivos, o importante é seguir um ritmo . Os métodos mais comuns para estimular a cinesia paradoxal com sinais auditivos são ouvir música, usar um metrônomo ou caminhar seguindo comandos específicos. Ao ouvir música, um indivíduo pode se concentrar em caminhar no ritmo exato da música, e a música geralmente elimina distrações externas. Um metrônomo produz sons de tique-taque regulares, tão semelhantes à música que o indivíduo pode facilmente acompanhar a batida produzida. Uma dica auditiva final é caminhar em comandos específicos, como comandos de marcha, como um soldado. É muito útil ter outra pessoa ditando esses comandos. Todas essas técnicas são variáveis e sua eficácia varia de acordo com cada indivíduo. Existem também vários outros métodos para criar pistas auditivas, mas os discutidos são alguns dos mais comuns.

### Focando a atenção
A cinesia paradoxal pode ser facilmente estimulada por sinais visuais e auditivos, mas há um método adicional que não requer nenhum sinal externo. Ao fazer com que o indivíduo concentre toda a sua atenção em caminhar ou em outro movimento, ele às vezes consegue controlar a acinesia em seus estágios iniciais. Por exemplo, em uma casa comum, a acinesia é muito mais comum porque o paciente não se concentra apenas em caminhar devido ao excesso de distrações adicionais em casa. Muitas vezes, eliminar algumas dessas distrações e aprender a concentrar toda a atenção na caminhada pode ajudar a melhorar a mobilidade. Isso também é verdade quando se participa de outras atividades, como ciclismo . Quando um indivíduo se concentra apenas na pedalada, muitas vezes consegue facilitar movimentos suaves. Esse método só é eficaz em casos muito raros e que não são extremos. Portanto, se forem comprovadamente inúteis, pistas visuais e auditivas devem ser exploradas mais a fundo.

### Estimulação externa
A cinesia paradoxal também pode ser estimulada por estímulos externos de ritmo, como andar de bicicleta ou caminhar em uma esteira. Exercícios como andar de bicicleta ou caminhar demonstraram melhorar a marcha, a mobilidade e a qualidade de vida em pacientes com doença de Parkinson. Devido a esses benefícios mencionados acima, sinais externos de ritmo, como andar de bicicleta ou usar esteira, podem desempenhar um papel importante na reabilitação e no treinamento físico de pacientes com doença de Parkinson que sofrem de paralisia da marcha. Além disso, foi sugerido que a capacidade de pedalar pode ser um componente importante no diagnóstico da doença de Parkinson.

## Pesquisa atual e futura
Como pouca informação é conhecida sobre a cinesia paradoxal, ela ainda está sendo pesquisada em detalhes. Pesquisas atuais estão sendo realizadas para tentar restringir uma única hipótese que explique o mecanismo. Novos métodos para estimular o fenômeno também estão sendo explorados. Especificamente, os óculos de sinalização virtual estão sendo testados para se tornarem um método permanente para os indivíduos usarem o tempo todo para superar problemas de mobilidade.